# Monica Elfvin
Monica Elisabeth Elfvin, senare Nökleby, född 22 november 1938 i Göteborg, är en svensk gymnast. Hon tävlade för GF Svitjod.
Elfvin tävlade i sex grenar för Sverige vid olympiska sommarspelen 1960 i Rom. Hon slutade på 64:e plats i allroundtävlingen och ingick i Sveriges lag som kom på 11:e plats. Laget bestod av Monica Elfvin, Ewa Rydell, Lena Adler, Gerola Lindahl, Solveig Egman och Ulla Lindström.